# Politische Grenze

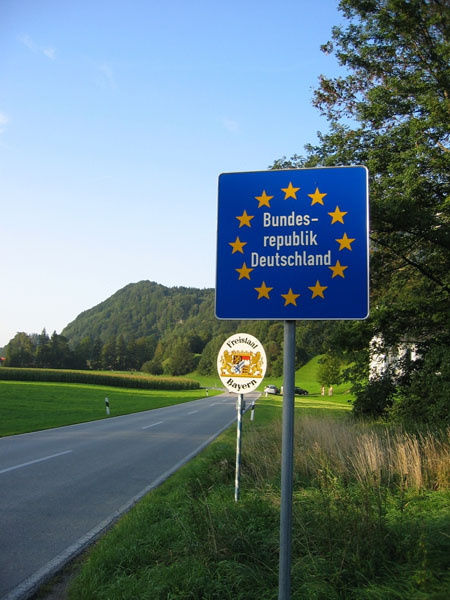
Staatsgrenze Österreich – Deutschland

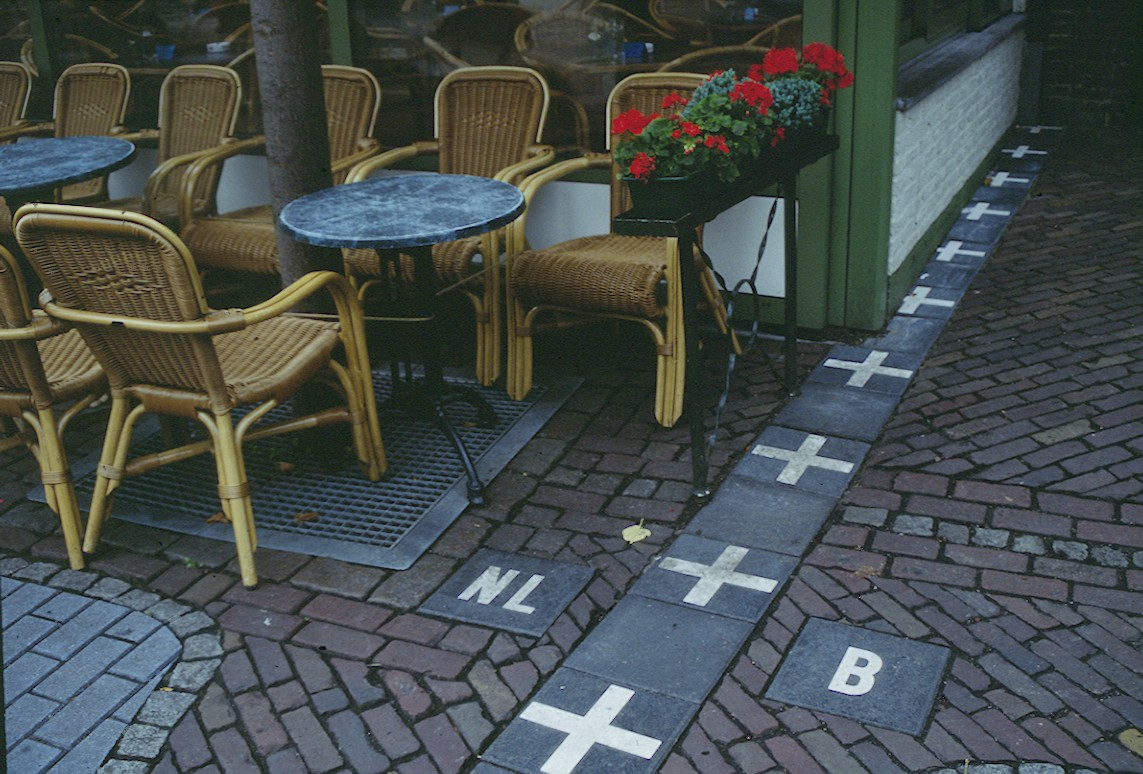
Grenze zwischen den Niederlanden und Belgien an einem Café in der Ortschaft Baarle. Der Ort wird durch einen äußerst komplizierten Grenzverlauf geteilt.

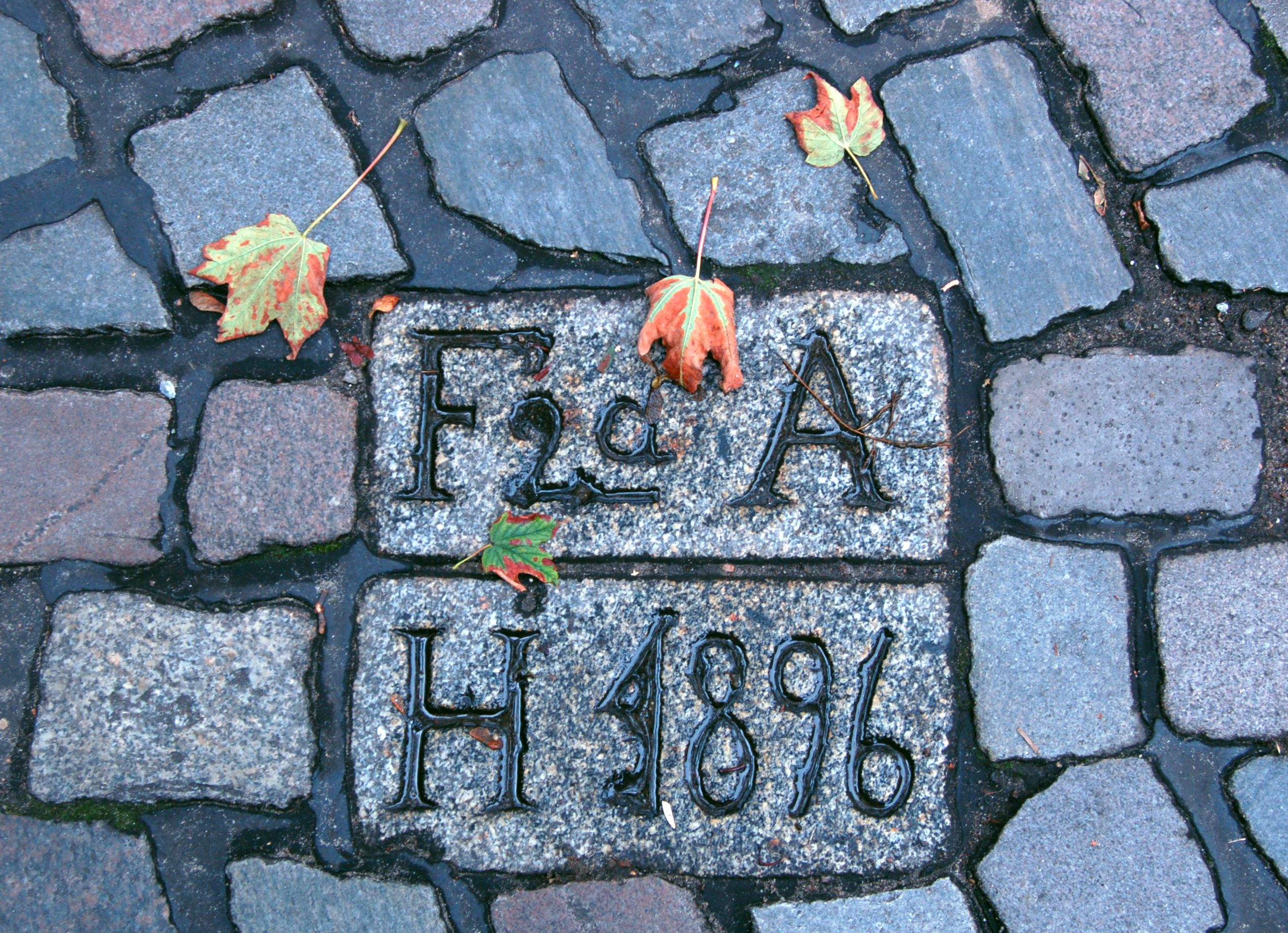
Im Straßenpflaster ein alter Grenzstein zwischen den einst getrennten Großstädten Altona und Hamburg von 1896, der heute noch in der Brigittenstraße, nun im Hamburger Stadtteil St. Pauli liegt.

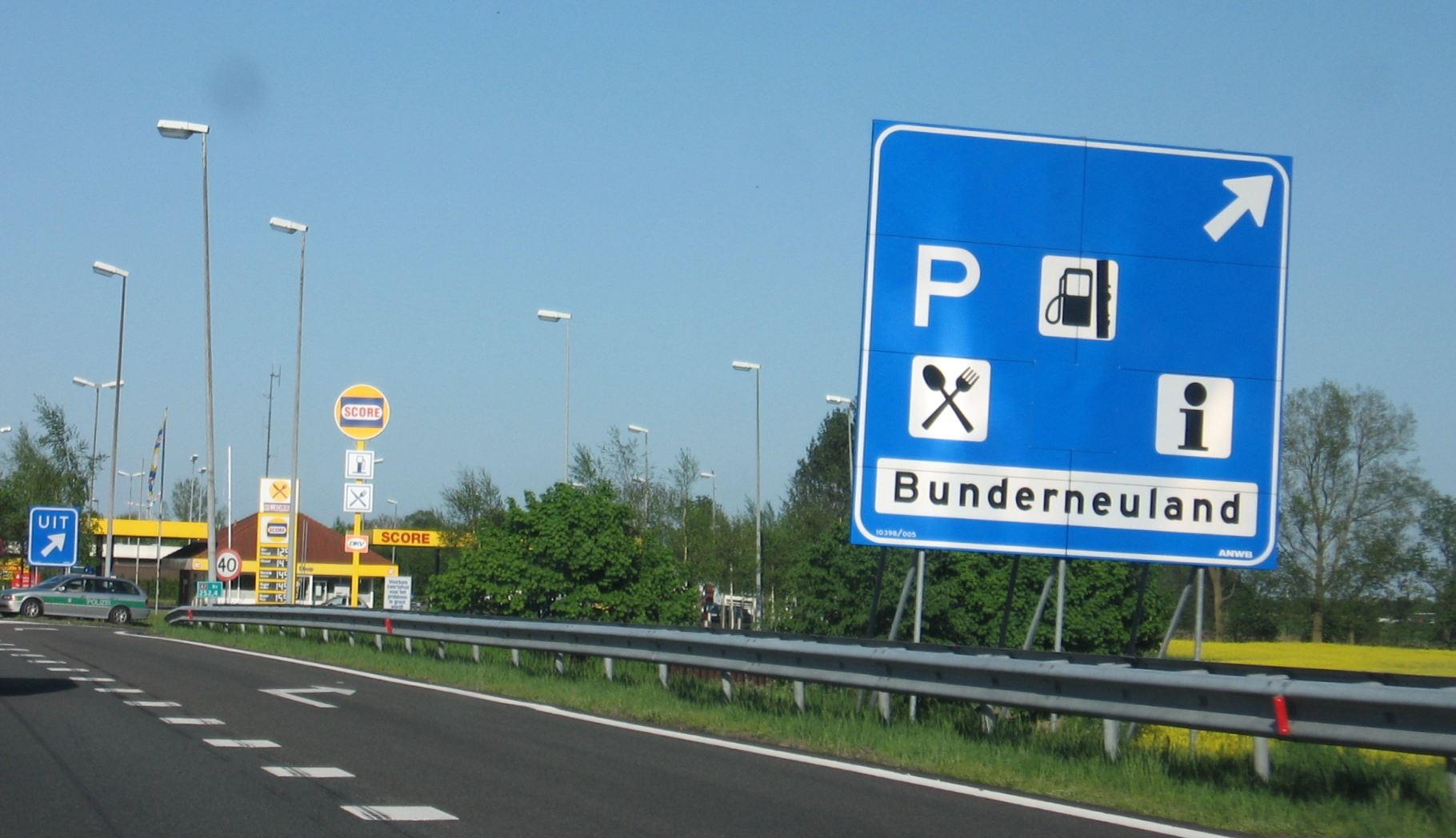
Durch EU-Verträge weitgehend bedeutungslos gewordene Staatsgrenze am niederländischen Rijksweg 7: deutsches Polizeiauto vor dem auf deutschem Gebiet aufgestellten „Uit“-Schild. Die Grenze verläuft auf der rechten Begrenzungslinie der Autobahn; die Raststätte steht vollständig auf deutschem Gebiet.

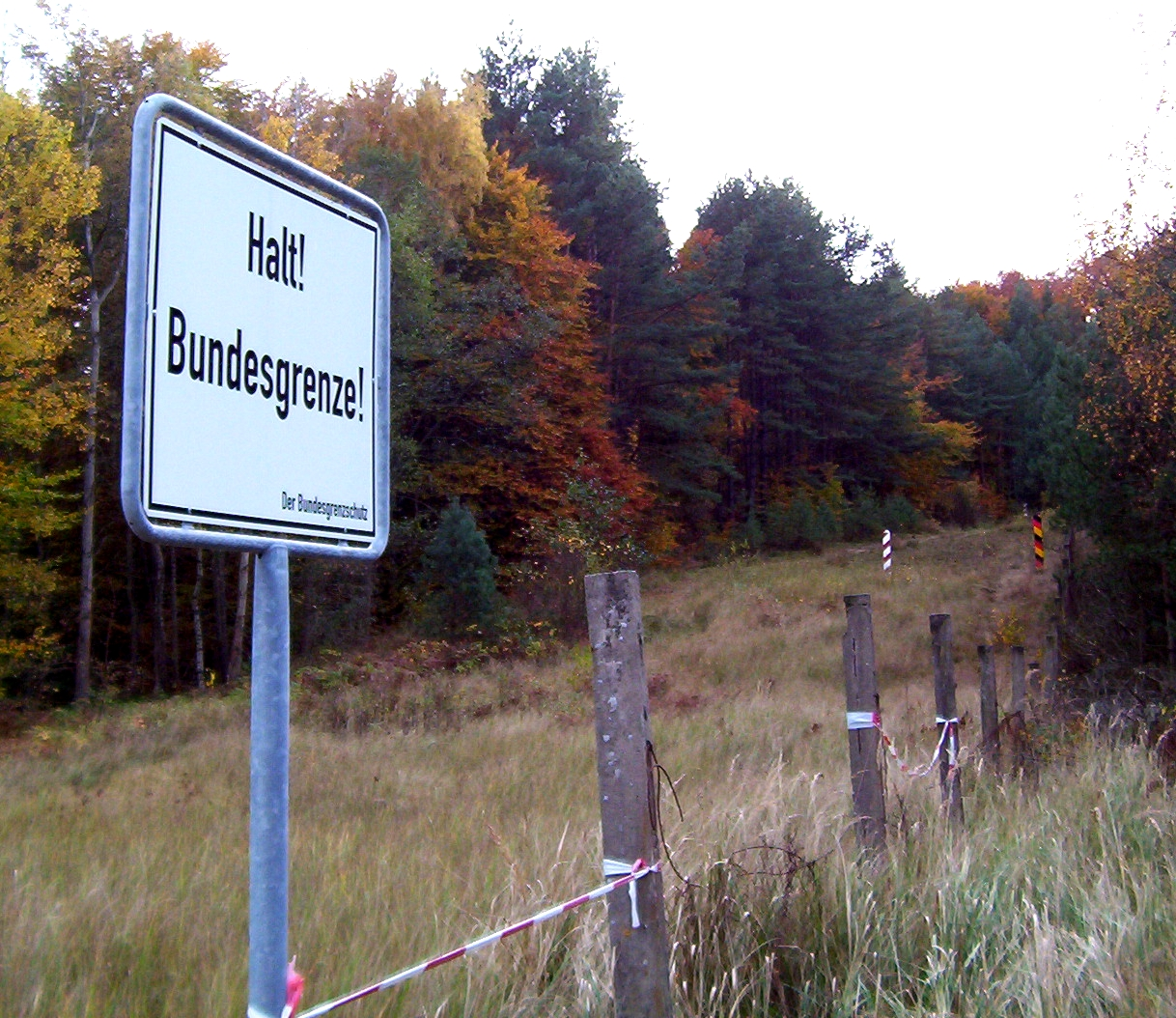
Grenzstreifen zwischen Deutschland und Polen am Wolgastsee in Usedom (2004)

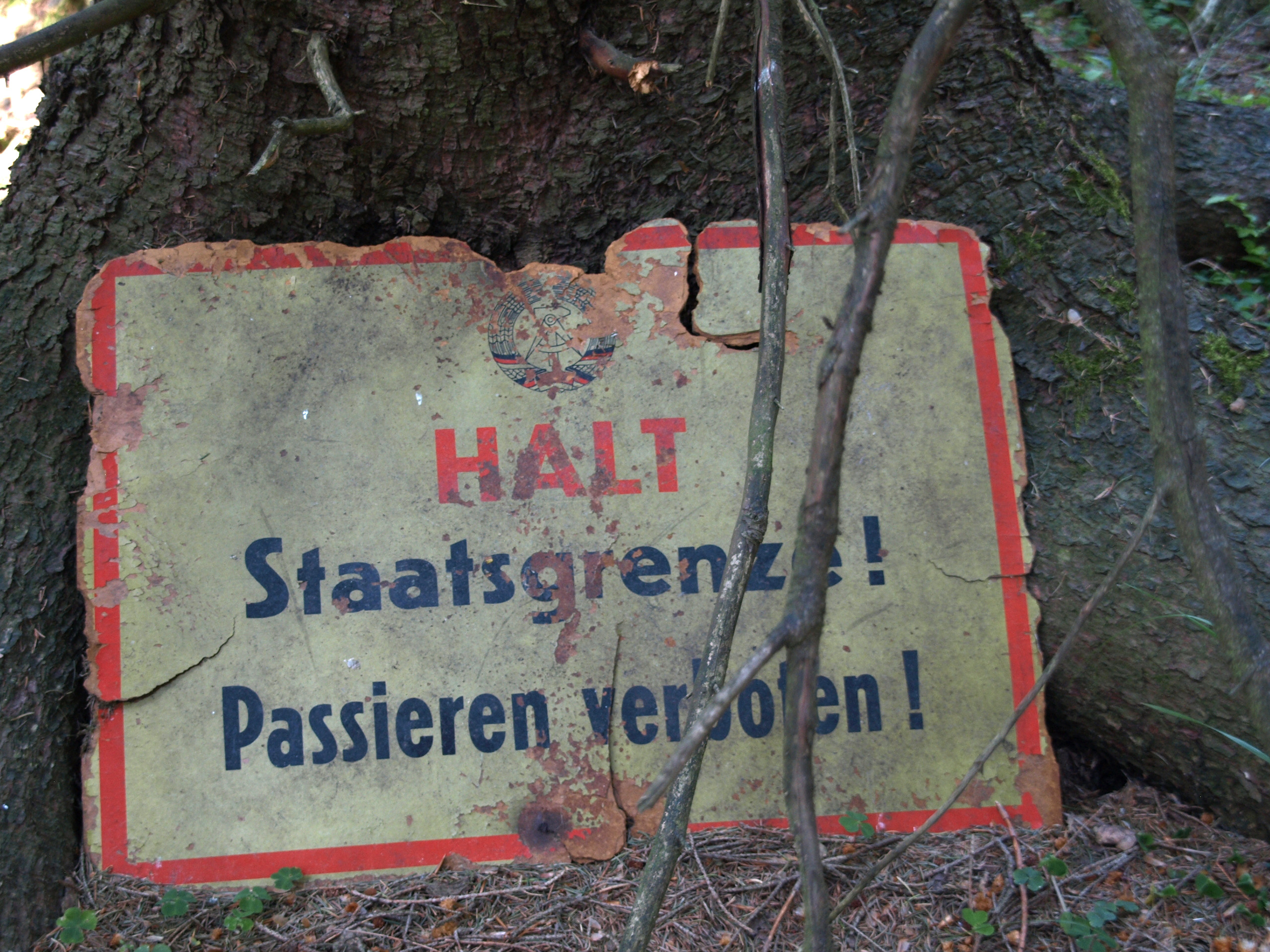
2015: Verrottendes Schild, historische Staatsgrenze: DDR – Tschechoslowakei

Eine politische Grenze ist die Grenzlinie zwischen Staatsgebieten (Staatsgrenze, Bundesgrenze, in der Schweiz auch Landesgrenze), teilsouveränen Gliedstaaten und politisch-administrativen Verwaltungseinheiten.

## Zwischenstaatliche Grenzziehungen
Durch zwischenstaatliche Grenzziehungen wird einerseits die territoriale Integrität eines Staates gegenüber seiner Nachbarschaft gesichert, andererseits dient sie zur exakten Definition des räumlichen Geltungsbereiches der staatlichen Rechtsordnung. Bei Grenzkonflikten kann es von administrativen Streitigkeiten über Grenzscharmützel bis hin zu Kriegen kommen. Um solche Konflikte zu vermeiden, wurden oft paritätische Grenzkommissionen eingesetzt, manchmal auch „neutrale Zonen“ als Friedenspufferzone oder als geschlossenes Zollgrenzgebiet geschaffen. Nach territorialen Veränderungen oder bei Gebietsstreitigkeiten wird eine zwischenstaatliche Grenze unter Umständen durch eine Demarkation im Rahmen völkerrechtlicher Vereinbarungen neu festgelegt.
Staatsgrenzen werden sowohl an Land als auch auf See (12-Meilen-Zone) oder durch Binnengewässer gezogen. Werden Teile des Territoriums eines Staates von anderen Staaten eingeschlossen, spricht man von Exklaven beziehungsweise Enklaven. Die gesamte Länge aller politischen Grenzen weltweit beträgt grob geschätzt etwa 250.472 km.
Jede Staatsgrenze an Land verfügt über Grenzübergänge. Das unkontrollierte Passieren einer Staatsgrenze an einer anderen Stelle stellt aber nicht in jedem Fall eine Ordnungswidrigkeit oder eine Straftat dar. So gibt es z. B. innerhalb des Schengenraums keine „Schmugglerpfade“ mehr (außer in beibehaltenen historischen Bezeichnungen), da es innerhalb des Europäischen Binnenmarktes kaum noch die Möglichkeit gibt, Waren über Binnengrenzen in der EU zu „schmuggeln“ (Ausnahme: abweichende nationale Bestimmungen über die Legalität des Besitzes bestimmter Gegenstände und Substanzen).

## Innerstaatliche Grenzziehungen
Im Sinne von „politisch-administrativen Grenzen“ gehören auch Grenzziehungen zwischen innerstaatlichen Verwaltungseinheiten und anderen Unterteilungen mit zum Begriffsumfang. Solche innerstaatlichen Trennlinien umfassen jedoch nicht nur Grenzen zwischen Gebietskörperschaften, sondern auch zwischen kleineren Verwaltungsgebieten oder anders abgegrenzten Gebieten – wie z. B. den Ortschaften in der Schweiz, die oft von den Grenzen der politischen Gemeinden abweichen. In Österreich bilden Katastralgemeinden oder Bezirke keine eigenständigen Gebietskörperschaften, sondern sind bloße Verwaltungsgliederungen. Im Allgemeinen fallen innerstaatliche Grenzen auch mit den Grundstücksgrenzen des privaten oder öffentlichen Eigentums zusammen, wobei es aber auch hier Ausnahmen gibt.

## Rekorde
- Die Grenze zwischen Kanada und den Vereinigten Staaten bildet mit insgesamt 8.891 km die längste gemeinsame Staatsgrenze zwischen zwei Staaten.
- Die Volksrepublik China hat mit 22.457 Kilometern Gesamtlänge die längste Landgrenze aller Staaten der Erde. Gleichzeitig ist China mit 16 Nachbarstaaten (einschließlich Hongkong und Macau) der Staat mit den meisten direkt angrenzenden Nachbarländern.
- Die kürzeste Landesgrenze zwischen den Hauptgebieten zweier Staaten mit einer Länge von 150 m ist die zwischen Botswana und Sambia.
- Die kürzeste Landgrenze ist nur 85 m lang. Sie liegt zwischen Peñón de Vélez de la Gomera (Exklave Spaniens) und Marokko.
- Ein Sonderfall einer politischen Grenze ergibt sich durch den 50 km langen Eurotunnel zwischen Frankreich und dem Vereinigten Königreich, welcher formal eine „trockene“, gerade einmal insgesamt 20 Meter breite Grenzlinie zwischen beiden Staaten bildet.

## Grenzen mit besonderen Bezeichnungen
- Curzon-Linie: 1919 vom britischen Außenminister George Curzon vorgeschlagene, aber nicht umgesetzte Ostgrenze Polens. Die Demarkationslinie im Hitler-Stalin-Pakt sowie die heutige polnische Ostgrenze entsprechen weitestgehend ihrem Verlauf.
- Durand-Linie: 1893 von dem britischen Diplomaten Henry Mortimer Durand festgelegte Grenze zwischen Afghanistan und Britisch-Indien bzw. dem heutigen Pakistan.
- Grenze am 38. Breitengrad: von 1945 bis zum Koreakrieg (1950 bis 1953) entlang des 38. Breitengrades bestehende Demarkationslinie zwischen dem von der Roten Armee kontrollierten Nordkorea und dem von US-Truppen besetzten Südkorea. Nach dem Koreakrieg durch die Demilitarisierte Zone abgelöst.
- Grüne Linie: Im Waffenstillstandsabkommen von 1949 mit grüner Tinte gezeichnet, war sie bis zum Sechstagekrieg die faktische teilweise Außengrenze Israels zu seinen Nachbarstaaten. Seitdem ist sie zum Teil Grenze zu den israelisch besetzten Gebieten.
- Innerdeutsche Grenze oder „deutsch-deutsche Grenze“: von 1945 bis 1949 Demarkationslinie zwischen den westlichen Besatzungszonen und der sowjetischen, dann bis 1990 zwischen der Bundesrepublik Deutschland und der DDR.
- Oder-Neiße-Grenze oder „Oder-Neiße-Linie“: auf der Potsdamer Konferenz 1945 von den Alliierten vorläufig festgelegte Grenze zwischen dem besetzten Deutschland und der Volksrepublik Polen, 1950 von der DDR anerkannt und 1970 unter dem Vorbehalt einer Änderung im Rahmen einer Friedensregelung von der Bundesrepublik Deutschland, 1990 durch den deutsch-polnischen Grenzvertrag endgültig festgelegt.
- Radcliffe-Linie: Die nach Cyril Radcliffe benannte Grenze teilt seit 1947 das ehemalige Britisch-Indien in die heutigen Staaten Indien, Pakistan und Bangladesch (bis 1971 als Ostpakistan Teil Pakistans).
- Vertrag von Tordesillas: Die in diesem Vertrag von 1494 festgelegte Demarkationslinie teilte die neu entdeckte Welt im Westen (Amerika) in einen spanischen und einen portugiesischen Machtbereich. Der Vertrag von Saragossa (1529) präzisierte diese Teilung um eine Demarkationslinie im Osten.
- Nicht durch zwischenstaatliche Verträge festgelegt sind der Grenzverlauf im Obersee des Bodensees zwischen Deutschland, der Schweiz und Österreich sowie der Grenzverlauf zwischen Deutschland und den Niederlanden im Bereich der Emsmündung.

Aufgrund ihrer Entstehung erhielten Grenzen Beinamen, die oft nur regional bekannt oder gebräuchlich sind. So wird die 1919 zwischen Österreich und Italien gezogene Grenze durch Tirol am Brennerpass oft als „Brennergrenze“ bezeichnet.